# Golf (film)
Golf conosciuto anche come Ridolini giuocatore di goolf è un cortometraggio muto del 1922 diretto e interpretato dall'attore comico Larry Semon. Tra gli interpreti del film, oltre a Larry Semon (che interpreta il figlio), ci sono: Lucille Carlisle (che interpreta la figlia), Al Thompson (che interpreta il padre), Oliver Hardy (che interpreta il vicino di casa) e Joe Rock (che interpreta un giocatore di golf). Il film uscì nelle sale il 3 settembre del 1922, ed è considerato il capolavoro di Larry Semon.

## Trama

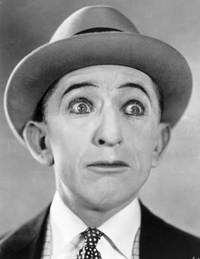
Larry Semon nelle vesti di Ridolini

In un appartamento il clown Ridolini si esercita nel giocare a golf sopra un tavolo. Sul pavimento ha scavato un piccolo foro per la buca e vicino ci ha messo un catino per le palle che non finivano nel centro. Però Ridolini è una frana nel giocare a golf e lancia troppo forte le palle con la mazza frantumando i piatti della sorella, il vaso cinese del padre e perfino lo specchio. Inoltre Ridolini, volendo far entrare almeno alcune palle nel foro del pavimento, fa andare su tutte le furie il padre e la figlia, ma anche il vicino Ollio che sta mangiando una zuppa proprio sotto il foro. Le palle gli piombano sulla testa e sulla minestra inondandolo tutto e facendolo imbestialire. Così Ollio agguanta prima una pistola che usa per sparare al sedere degli inquilini del piano superiore, poi passa alle maniere forti e usa un fucile da caccia sfondando mezzo soffitto. Successivamente Ridolini se la da a gambe, inseguito dal genitore e da Ollio che finisce anche fuori dalla finestra del suo piano, mancando un carro di paglia dove si era gettato prima Ridolini. Il clown decide di sperimentare in campo le sue capacità e va a giocare assieme ad altri colleghi. Tuttavia uno scoiattolo gli fa degli scherzi rubandogli le palline e facendole ricomparire in differenti buchi, confondendo molto lo sciocco Ridolini. Quando lo scoiattolo esce e scappa verso un albero con la pallina, Ridolini lo insegue e crede di averlo catturato quando, passando vicino ad altri giocatori, fa svenire un uomo dopo l'altro: aveva preso una puzzola! Successivamente nel campo arrivano altri giocatori di golf e Ridolini si dà da fare per istruire una bella signorina, mentre tutti gli altri si dimostrano degli autentici incompetenti. Visto che Ridolini è così bravo un invidioso sostituisce la sua palla con un petardo, senza che il clown se ne accorga, ma proprio mentre Ridolini sta per colpirla giunge un burbero collega che lo spinge per colpirla lui. Esplode in un fracasso assordante.